# エクトル・ヌニェス
エクトル・ヌニェス（Héctor Núñez, 1936年5月8日 - 2011年12月19日）は、ウルグアイ・モンテビデオ出身のサッカー選手、サッカー指導者。選手時代はウルグアイ代表であり、指導者としてもウルグアイ代表を指揮してコパ・アメリカ1995優勝を果たした。選手時代のポジションはフォワード。2011年12月19日、スペインで死去した。

## 経歴

### 選手経歴
首都モンテビデオに生まれ、19歳の時にナシオナルからデビュー。ナシオナルでのプレーが評価されてウルグアイ代表に選出され、1959年のコパ・アメリカに出場した。1959年にスペインのバレンシアCFに移籍し、1961-62シーズンと1962-63シーズンにインターシティーズ・フェアーズカップで2連覇した。選手生活の晩年にはRCDマヨルカとレバンテUDでもプレーした。

### 指導者経歴
現役引退後は主にスペインのクラブで監督を務め、メキシコのテコスでも采配を振った。1980年代後半に古巣ナシオナル監督に就任すると、コパ・インテラメリカーナとレコパ・スダメリカーナのタイトルを獲得。1992年にはコスタリカ代表を指揮し、1994年から率いたウルグアイ代表ではコパ・アメリカ1995優勝という成果を残した。

## タイトル

### 選手時代
ナシオナル
プリメーラ・ディビシオン (3) : 1955, 1956, 1957
バレンシア
インターシティーズ・フェアーズカップ (2) : 1961-62, 1962-63

### 指導者時代

#### クラブ
ナシオナル
コパ・インテラメリカーナ (1) : 1988
レコパ・スダメリカーナ (1) : 1989

#### 代表
ウルグアイ代表
コパ・アメリカ (1) : 1995